# クレメント・スラヴィツキー
クレメント・スラヴィツキー（Klement Slavický, 1910年9月22日 - 1999年9月4日）は、チェコの作曲家。
トヴァツォフ出身。カレル・ボレスラフ・イラークとヨセフ・スクに師事。モラヴィア地方の民謡とレオシュ・ヤナーチェクの作品に大きな影響を受ける。作品には二重合唱曲「リディツェ」、管弦楽のための狂詩的変奏曲、ヴァイオリンとピアノのためのソナタ「友情」、劇的フレスコ「光への道」、国際連合設立40周年に捧げられたシンフォニエッタ第4番「全世界に平和を」などがある。